# Куно фон Урах
Куно фон Урах (Kuno von Urach, Can. Reg. Of Arrouaise, также известный как Cono либо как  Kuno von Palestrina) — католический церковный деятель XI-XII веков. В молодости был капелланом у Вильгельма Завоевателя. Стал кардиналом-епископом Палестрины в 1107 либо 1111 году. Был папским легатом в Святой земле, Франции, Англии и Германии. В 1118 году, на проводимом им синоде в Фритцларе был вторично отлучен от церкви император Генрих V.